# Войта Максим Сергійович
Максим Сергійович Войта (2000—2023) — солдат збройних сил України, учасник російсько-української війни.

## Життєпис
Народився 4 лютого 2000 року. Проживав у Білій Церкві.
У війську з 23 березня 2022 року. Був водієм 1 відділення кулеметного взводу військової частини А7092.
Загинув 23 лютого 2023 року поблизу населеного пункту Берхівка Бахмутського району Донецької області.

## Нагороди
- Орден «За мужність» III ступеня[1].